# Franziskus
Franziskus ist ein männlicher Vorname.

## Herkunft und Bedeutung
Franziskus ist der im Deutschen latinisierte Vorname des italienischen Namens Francesco bzw. mittellateinisch Franciscus. Eine in der deutschen Sprache verbreitete Kurzform ist Franz. Die weibliche Namensform lautet Franziska.
Der Name ist aus dem italienischen Spitznamen Francesco („kleiner Franzose“) entstanden. Dieser wurde von seinen Eltern für Giovanni Bernardone, der als Franz von Assisi oder Heiliger Franziskus bekannt wurde, verwendet. Er ist vor allem im süddeutschen Raum verbreitet und hat seine Wurzeln im Altfranzösischen franc für „frei“, der in der lateinischen Sprache als francus verwendet wurde.

## Namensträger

### Franziskus als Vorname und Einzelname
- Franz von Assisi, auch Heiliger Franziskus (1181 oder 1182–1226), Gründer des katholischen Ordens der Franziskaner
- Franziskus (Papst) (1936–2025), Papst der römisch-katholischen Kirche
- Franziskus von Bettinger (1850–1917), Domkapitular und Domdekan der Diözese Speyer, dann Erzbischof von München und Freising, sowie Kardinal
- Franziskus Dellgruen (1901–1984), deutscher Maler und Graphiker der Moderne
- Franziskus Demann (1900–1957), Bischof von Osnabrück
- Franziskus Ehrle (1845–1934), Kurienkardinal der römisch-katholischen Kirche
- Franziskus Eisenbach (1943–2024), deutscher römisch-katholischer Weihbischof in Mainz
- Franziskus Faber (1542–1593), deutscher Mediziner
- Franziskus Antonius Fasani (1681–1742), Franziskaner und Priester; Heiliger
- Franziskus Xaver Hennemann (1882–1951), Missionsbischof
- Franziskus Janssens (1881–1950), 76. Generalabt des Zisterzienserordens.
- Franziskus Joel (1508–1579), ungarischer Pharmakologe und Mediziner
- Franziskus Maria vom Kreuze Jordan (1848–1918), katholischer Priester und Ordensgründer
- Franziskus Klesin (1643–1708), 21. Abt der Reichsabtei Ochsenhausen im heutigen Landkreis Biberach in Oberschwaben
- Franciscus Maurolicus (1494–1575), Universalgelehrter
- Franziskus von Paula Schönborn (1844–1899), Kardinal sowie Bischof von Budweis und Erzbischof von Prag
- Franziskus Örnestedt (1624–1685), schwedischer Politiker, Diplomat und Hofkanzler
- Franziskus von Sales Bauer (1841–1915), Bischof von Brünn und Erzbischof von Olmütz
- Franziskus Maria Stratmann (1883–1971), Dominikaner und Theoretiker der katholischen Friedensbewegung
- Franziskus von Streng (1884–1970), römisch-katholischer Bischof von Basel
- Franziskus Wendels (* 1960), deutscher Künstler
- Franziskus Wolf (1876–1944), Missionar, römisch-katholischer Bischof sowie Apostolischer Vikar von Ost-Neuguinea
- Franziskus Freiherr Heereman von Zuydtwyck (* 1946), Abt der Benediktinerabtei Neuburg in Heidelberg

### Franziskus als Nachname
- Daniel Franziskus (* 1991), Fußballspieler